# Le Mohican
Pour plus de détails, voir Fiche technique et Distribution.
Le Mohican est un thriller dramatique français réalisé par Frédéric Farrucci et présenté pour la première fois en 2024 au Portivechju Film Festival,. Le film sort en salle le 12 février 2025.

## Synopsis
Joseph, l’un des derniers bergers du littoral corse, refuse de céder ses terres, convoitées par des réseaux mafieux pour un vaste projet immobilier. Son opposition marque le début d’un engrenage irréversible : après un affrontement qui tourne mal, il est contraint de fuir à travers l’île. Traqué du sud au nord de la Corse, Joseph devient peu à peu une figure de résistance. Tandis que sa nièce Vannina relaie son combat, sa fuite prend une dimension quasi mythique, symbole d’une lutte pour la terre et l’identité.

## Fiche technique
Sauf indication contraire, les informations mentionnées dans cette section peuvent être confirmées par les bases de données cinématographiques IMDb et Allociné,  présentes dans la section « Liens externes ».
- Titre original : Le Mohican
- Réalisation : Frédéric Farrucci
- Scénario : Frédéric Farrucci
- Musique : Rone
- Décors : Tom Mattei
- Costumes : Céline Brelaud
- Photographie : Jeanne Lapoirie
- Son : Mathieu Descamps et Fabien Santoni
- Montage : Mathilde Van de Moortel
- Production : Diane Jassem et Céline Chapdaniel
- Société de production : Koro Films, Les Films Velvet et Novoprod
- Société de distribution : Ad Vitam
- Pays de production :  France
- Langue originale : français, corse
- Format : couleur — 2,39:1 — son 5.1
- Genre : Thriller dramatique
- Durée : 87 minutes
- Dates de sortie :
  - Italie : 1er septembre 2024 (Venise)
  - France : 
    - 10 octobre 2024 (Saint-Jean-de-Luz)
    - 12 février 2025 (en salles)

## Distribution
- Alexis Manenti : Joseph Cardelli
- Mara Taquin : Vannina
- Théo Frimigacci : Xavier Pietri
- Paul Garatte : Pierre
- Marie-Pierre Nouveau : Stéphanie
- Michel Ferracci : Michel
- Jean Michelangeli : Jean-Marc
- Luiza Benaïssa : Lou
- Andrea Cossu : Greg